# Anja Pyritz
Anja Pyritz (* 31. August 1970 in Kühlungsborn) ist eine ehemalige deutsche Ruderin, die 2003 Weltmeisterin im Achter war.

## Karriere
Anja Pyritz begann ihre Karriere zusammen mit ihrer Zwillingsschwester Dana Pyritz beim SC Berlin, später wechselten beide nach Saarbrücken. Anjas Karriere entwickelte sich deutlich langsamer als die ihrer Schwester. Als Anja Pyritz 1995 erstmals mit dem Achter deutsche Meisterin wurde, hatte ihre Schwester bereits einen Weltmeistertitel und eine olympische Bronzemedaille in dieser Bootsklasse gewonnen; Anja Pyritz war 1993 Weltmeisterschaftsfünfte im Zweier und 1994 Vierte im Vierer geworden, 1995 belegte sie mit dem Achter den vierten Platz bei der Weltmeisterschaft.
Bei den Olympischen Spielen 1996 in Atlanta saßen die Schwestern gemeinsam im Achter, das Boot erreichte lediglich das B-Finale und belegte in der Endabrechnung den achten Platz. Die beiden Zwillinge gewannen 1997 und 1998 die deutsche Meisterschaft im Achter. 2001 gelang wieder der Gewinn einer internationalen Medaille. Bei der Weltmeisterschaft in Luzern erkämpfte der deutsche Achter mit den Pyritz-Schwestern die Bronzemedaille, diesen Medaillenerfolg wiederholte der Achter 2002 in Sevilla. 2003, neun Jahre nach ihrer Schwester, gewann Anja Pyritz bei der Weltmeisterschaft in Mailand mit dem Achter den Weltmeistertitel. Im Jahr darauf belegte der deutsche Achter mit Anja Pyritz bei den Olympischen Spielen in Athen den fünften Platz.